# Senior (album)
Senior är den norska gruppen Röyksopps fjärde studioalbum. Albumet släpptes år 2010.

## Låtlista
1. "...And The Forest Began To Sing" – 1:50
2. "Tricky Two" – 7:49
3. "The Alcoholic" – 5:10
4. "Senior Living" – 5:14
5. "The Drug" – 5:59
6. "Forsaken Cowboy" – 5:28
7. "The Fear" – 7:08
8. "Coming Home" – 5:13
9. "A Long, Long Way" – 4:00

## Singlar
- "Forsaken Cowboy" (2011)

Låtlista:
1. 1. "Forsaken Cowboy" - 3:48
2. 2. "Keyboard Milk" - 7:07

- "The Drug" (2010)

Låtlista:
1. 1. "The Drug" - 5:59

- "Tricky Tricky" (2010)

Remixer